# Vatakara
Vadakara (വടകര) o Badagara o Badaggara o Vadaka-Rara o Vedakkekara (la Riba Nord o Vatakara Wudda-kurray o Baddgara) és una ciutat al districte de Kozhikode de Kerala, a l'Índia; és una municipalitat i una taluka. El seu nom alternatiu és Kadathanadu de l'antic estat tributari de la zona. La població (cens del 2001) és de 75.740 habitants (el 1881 eren 8.336 i el 1901 eren 11.319). Es tracta d'un poble de pescadors també dedicat al comerç de peix.
Està situada a 11° 36′ N, 75° 35′ E / 11.60°N,75.58°E a uns 48 km al nord de Kozhikode i a la vora del riu Moorad (o Kuttiadi o Kotakkal) la desembocadura del qual és al costat de la ciutat; a la desembocadura hi ha un lloc de vacances per turistes anomenat Sand Banks.

## Història
Fou habitada per la tribu coneguda com a kurumbrar i la comarca va agafar el nom de Kurumbranadu. Els caps locals eren coneguts com a "Vadakara Vazhunore". La ciutat fou el lloc de naixement de Kujali Marakar (els marakars eren els almiralls del zamorins, que van resistir als portuguesos). La fortalesa del marakars fou destruïda pels portuguesos; al seu lloc hi ha avui dia Kottakkal. La fortalesa de Vatakara va pertànyer als rages de Kolattiri (Chirakkal) als que segurament el va concedir com a donació la família Kadattanad el 1564. Al final del segle xviii va passar a mans de Tipu Sultan de Mysore que la va perdre el 1790 i retornada al raja de Kadattanad. Fou part del districte de Malabar sota domini britànic.

## Llocs interessants
A 5 km de Vatakara hi ha Lokanarkavu (ലോകനാര്‍ കാവ് ക്ഷേത്രം) amb un temple destacat i unes coves excavades a la roca, i dos temples més a la rodalia. Altres llocs són Siddasramam (centre espiritual), el temple de Memunda Madham Shiva (മേമുണ്ട മഠം ക്ഷേത്രം), el temple de Shivapuram, el temple de Kottakal Bhagavathy, el temple de Thacholi Manikkoth, el temple de Kuriyadi Sree Kurumba Bhagavathi Kshetram, el temple de Vengoli Sree Maha Ganapathy Ayyappa, el temple de Chendamangalam Theru Mahaganapathy i la gran roca de Velliyamkallu. La platja de Sand Banks i la de Silent Beach (una mica al sud de la primera)